# Кіліманджаро (регіон)
Кіліманджаро (суах. Mkoa wa Kilimanjaro, англ. Kilimanjaro Region) — один з 31 регіону (суах. Mkoa) Танзанії. Площа регіону становить 13 309 км², за переписом 2012 року його населення становило 1 640 087 осіб. Адміністративним центром є місто Моші.

## Географія
Розташований на півночі країни, межує з Кенією. Названий по розташованому тут вулкану Кіліманджаро.

## Адміністративний поділ
Регіон поділяється на 7 округ (суах. Wilaya):
- Ромбо
- Хаї
- Моші сільський
- Моші міський
- Мванга
- Саме
- Сіха (Siha)